# Le Houlme
Ne pas confondre avec le pays d'Houlme, un pays de Normandie.
Le Houlme est une commune française située dans le département de la Seine-Maritime en région Normandie.

## Géographie

### Description
La commune  a sur son territoire deux forêts assez denses : la forêt de Fresquiennes et la forêt Verte.

### Hydrographie
La commune est située dans le bassin Seine-Normandie. Elle est drainée par le Cailly et divers autres petits cours d'eau,.
Le Cailly, d'une longueur de 29 km, prend sa source dans la commune de Cailly et se jette  dans la Seine à Rouen, après avoir traversé douze communes. Les caractéristiques hydrologiques de le Cailly sont données par la station hydrologique située sur la commune de Notre-Dame-de-Bondeville. Le débit moyen mensuel est de 2,6 m3/s. Le débit moyen journalier maximum est de 9,9 m3/s, atteint lors de la crue du 13 décembre 1966. Le débit instantané maximal est quant à lui de 10,7 m3/s, atteint le 26 décembre 1999.

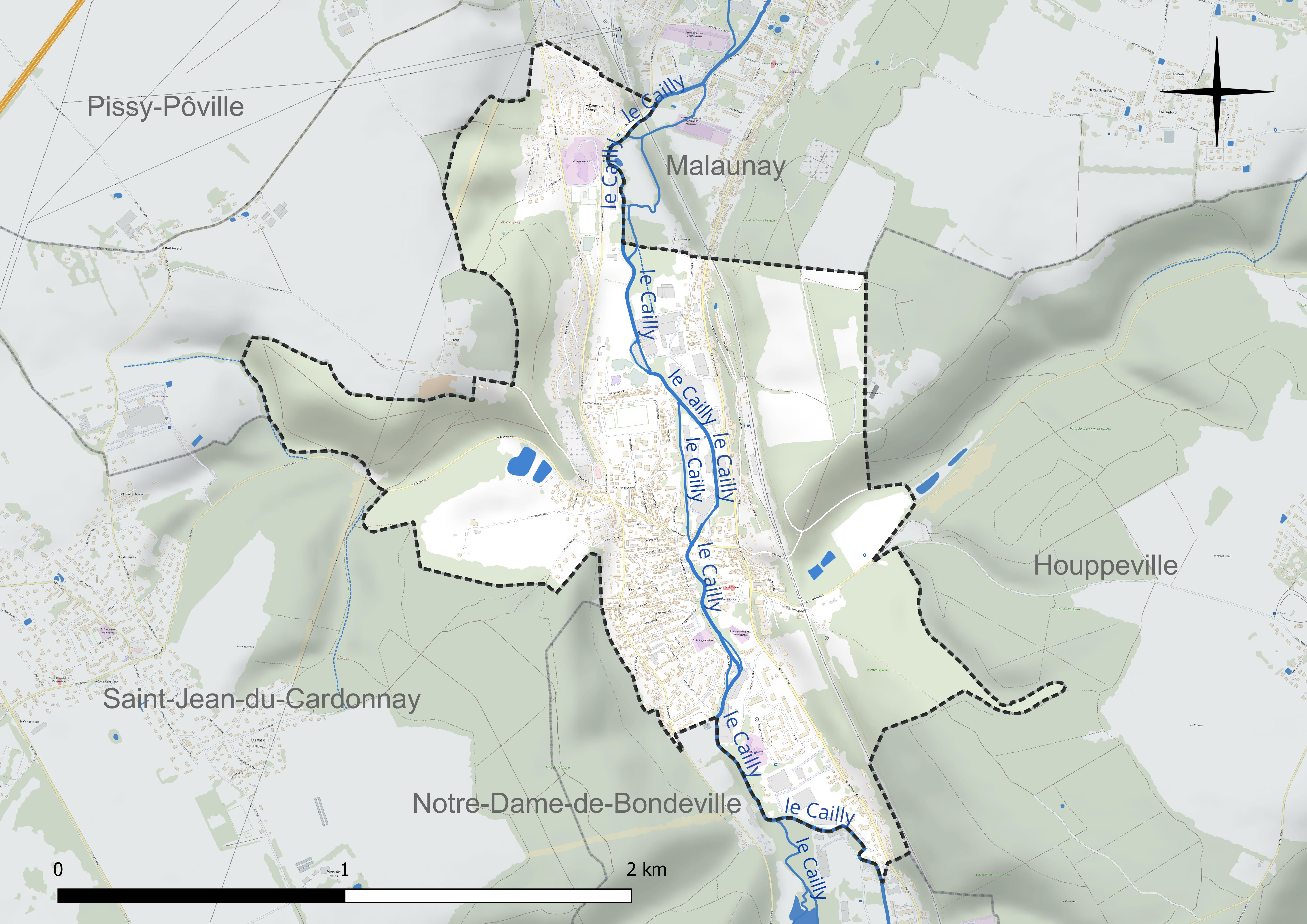
Réseau hydrographique du Houlme.

### Climat
Pour des articles plus généraux, voir Climat de la Normandie et Climat de la Seine-Maritime.
En 2010, le climat de la commune est de type climat océanique altéré, selon une étude du CNRS s'appuyant sur une série de données couvrant la période 1971-2000. En 2020, Météo-France publie une typologie des climats de la France métropolitaine dans laquelle la commune est exposée à un climat océanique et est dans la région climatique Côtes de la Manche orientale, caractérisée par un faible ensoleillement (1 550 h/an) ; forte humidité de l’air (plus de 20 h/jour avec humidité relative > 80 % en hiver), vents forts fréquents. Parallèlement le GIEC normand, un groupe régional d’experts sur le climat, différencie quant à lui, dans une étude de 2020, trois grands types de climats pour la région Normandie, nuancés à une échelle plus fine par les facteurs géographiques locaux. La commune est, selon ce zonage, exposée à un « climat maritime », correspondant au Pays de Caux, frais, humide et pluvieux, légèrement plus frais que dans le Cotentin.
Pour la période 1971-2000, la température annuelle moyenne est de 11 °C, avec une amplitude thermique annuelle de 13,6 °C. Le cumul annuel moyen de précipitations est de 790 mm, avec 12,6 jours de précipitations en janvier et 8,2 jours en juillet. Pour la période 1991-2020, la température moyenne annuelle observée sur la station météorologique la plus proche, située sur la commune de Rouen à 9 km à vol d'oiseau, est de 12,6 °C et le cumul annuel moyen de précipitations est de 817,9 mm,. Pour l'avenir, les paramètres climatiques de la commune estimés pour 2050 selon différents scénarios d’émission de gaz à effet de serre sont consultables sur un site dédié publié par Météo-France en novembre 2022.

## Urbanisme

### Typologie
Au 1er janvier 2024, Le Houlme est catégorisée ceinture urbaine, selon la nouvelle grille communale de densité à sept niveaux définie par l'Insee en 2022.
Elle appartient à l'unité urbaine de Rouen, une agglomération inter-départementale regroupant 50  communes, dont elle est une commune de la banlieue,,. Par ailleurs la commune fait partie de l'aire d'attraction de Rouen, dont elle est une commune de la couronne,. Cette aire, qui regroupe 317 communes, est catégorisée dans les aires de 200 000 à moins de 700 000 habitants,.

### Occupation des sols
L'occupation des sols de la commune, telle qu'elle ressort de la base de données européenne d’occupation biophysique des sols Corine Land Cover (CLC), est marquée par l'importance des territoires artificialisés (53,8 % en 2018), une proportion identique à celle de 1990 (53,8 %). La répartition détaillée en 2018 est la suivante : 
zones urbanisées (42,7 %), forêts (39,4 %), zones industrielles ou commerciales et réseaux de communication (11,1 %), terres arables (5,1 %), prairies (1,6 %). L'évolution de l’occupation des sols de la commune et de ses infrastructures peut être observée sur les différentes représentations cartographiques du territoire : la carte de Cassini (XVIIIe siècle), la carte d'état-major (1820-1866) et les cartes ou photos aériennes de l'IGN pour la période actuelle (1950 à aujourd'hui).

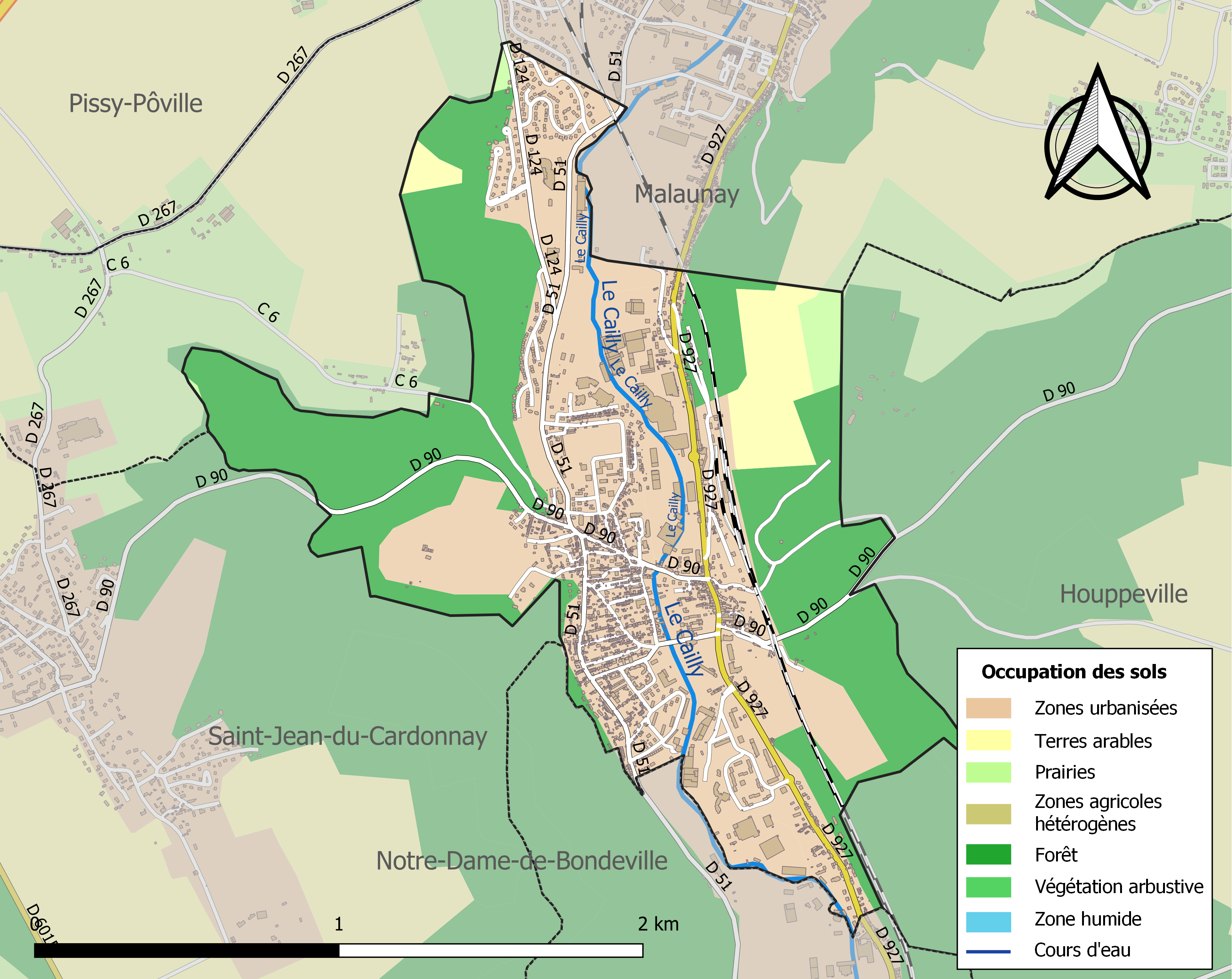
Carte des infrastructures et de l'occupation des sols de la commune en 2018 (CLC).

### Voies de communication et transports
La gare de Malaunay - Le Houlme, de la ligne de Paris-Saint-Lazare au Havre est située sur la commune.
Le F4 (ligne FAST)  qui traverse la ville, qui part du hameau de Frévaux à Malaunay jusqu'au Mont-Riboudet-Kindarena à Rouen.
Le 529, qui arrive des directions de Montville et les villes autour (réseau VTNI) qui passe de Route de Montville de Malaunay jusqu'à la gare routière de Rouen. il traverse toute la route de Dieppe.
La commune est desservie par la ligne de car régional Nomad 526 qui va de Yerville à Rouen.

## Toponymie
Le nom de la localité est attesté sous la forme de Hulmo en 1154.
Du norrois holmr « îlot, prairie en pente au bord de l'eau » ou plus directement de l'ancien normand ho(l)m(m)e issu de l'ancien norrois holmr. cf. Saint-Quentin-sur-le-Homme.
Nom d'un îlot ou d'une prairie humide dans la vallée du Cailly.

## Histoire
Le Houlme a connu un grand développement lors de la révolution industrielle, qui a laissé de nombreux vestiges tels que des usines (Buttler Holiday), entreprises métallurgiques et filatures, et quartiers industriels. En août 1824, une grève des ouvriers filateurs est durement réprimée et se termine sur une condamnation à mort, 3 aux travaux forcés et 14 emprisonnements.
Elle a depuis, connu un vaste programme de restructuration de ses édifices qui fait du Houlme une ville calme et diversifiée. Depuis la fin des années 1980, Le Houlme crée des lotissements résidentiels (Pablo-Picasso, Bois-Planté). Le Houlme fait aussi partie de la Métropole Rouen Normandie, image qui lui donne un profil plus attractif et bénéfique pour ses habitants, et est par conséquent bien desservie : 2 lignes de bus la traversent (ligne F4 (anciennement 16) et ligne 29).

## Politique et administration

### Liste des maires
| Période                                  | Période                    | Identité           | Étiquette   | Qualité                                                      |
| ---------------------------------------- | -------------------------- | ------------------ | ----------- | ------------------------------------------------------------ |
| Les données manquantes sont à compléter. |                            |                    |             |                                                              |
|                                          |                            | Julien Feron       |             |                                                              |
| 1852                                     |                            | Lucien Loyer       |             |                                                              |
| 1871                                     | 1874                       | Edmond Lemarchand  |             |                                                              |
| 1887                                     |                            | Jean Reber         |             | Chimiste                                                     |
| 1890                                     | 1895                       | Edmond Lemarchand  |             |                                                              |
| 1895                                     | 1906                       | Gustave Quilbeuf   | Républicain |                                                              |
| 1908                                     | 1910                       | Gustave Quilbeuf   | Républicain |                                                              |
| 1911                                     |                            | Raymond Lemarchand |             | Filateur                                                     |
| 1912                                     | 1924                       | Julien Féron       |             | négociant en alcool, artiste peintre                         |
| 1925                                     | 1940                       | Louis Laurent      |             |                                                              |
| 1944                                     | 1945                       | Louis Laurent      |             |                                                              |
| 1945                                     | 1946                       | Henri Anquetil     |             |                                                              |
| Les données manquantes sont à compléter. |                            |                    |             |                                                              |
| mars 1977                                | février 2001               | Gilbert Grenier    | PCF         | Conseiller général de Notre-Dame-de-Bondeville (1982 → 1988) |
| mars 2001                                | En cours (au 10 août 2020) | Daniel Grenier     | PCF puis SE | Réélu pour le mandat 2020-2026},                             |

## Démographie
L'évolution du nombre d'habitants est connue à travers les recensements de la population effectués dans la commune depuis 1793. Pour les communes de moins de 10 000 habitants, une enquête de recensement portant sur toute la population est réalisée tous les cinq ans, les populations de référence des années intermédiaires étant quant à elles estimées par interpolation ou extrapolation. Pour la commune, le premier recensement exhaustif entrant dans le cadre du nouveau dispositif a été réalisé en 2008.

En 2022, la commune comptait 4 127 habitants, en évolution de +1,48 % par rapport à 2016 (Seine-Maritime : +0,35 %, France hors Mayotte : +2,11 %).
| 1793  | 1800  | 1806  | 1821  | 1831  | 1836  | 1841  | 1846  | 1851  |
| ----- | ----- | ----- | ----- | ----- | ----- | ----- | ----- | ----- |
| 1 005 | 1 000 | 1 029 | 1 404 | 1 765 | 1 821 | 1 868 | 2 035 | 2 048 |

| 1856  | 1861  | 1866  | 1872  | 1876  | 1881  | 1886  | 1891  | 1896  |
| ----- | ----- | ----- | ----- | ----- | ----- | ----- | ----- | ----- |
| 2 070 | 2 053 | 1 707 | 1 658 | 1 750 | 2 030 | 2 082 | 2 128 | 2 215 |

| 1901  | 1906  | 1911  | 1921  | 1926  | 1931  | 1936  | 1946  | 1954  |
| ----- | ----- | ----- | ----- | ----- | ----- | ----- | ----- | ----- |
| 2 489 | 2 750 | 2 826 | 3 101 | 3 015 | 3 091 | 2 968 | 2 941 | 3 224 |

| 1962  | 1968  | 1975  | 1982  | 1990  | 1999  | 2006  | 2008  | 2013  |
| ----- | ----- | ----- | ----- | ----- | ----- | ----- | ----- | ----- |
| 3 704 | 3 935 | 4 324 | 4 351 | 4 349 | 4 397 | 4 147 | 4 073 | 3 993 |

| 2018  | 2022  | - | - | - | - | - | - | - |
| ----- | ----- | - | - | - | - | - | - | - |
| 4 033 | 4 127 | - | - | - | - | - | - | - |

## Culture locale et patrimoine

### Lieux et monuments
- L'église Saint-Martin, réédifiée entre 1893 et 1901, est due à Jacques-Eugène Barthélémy.
- Le monument aux morts inauguré en 1920 est dû à Richard Dufour.

### Personnalités liées à la commune
- Frederick Walton (1834-1928), inventeur, dont la compagnie rouennaise de linoléum s'est installée au Houlme en 1897.
- Gustave Quilbeuf (1854-1910), député de la Seine-Inférieure de 1898 à 1910.
- Madeleine Vernet (1878-1949), écrivaine née au Houlme.
- Michel Parmentier, footballeur formé à l'Amicale du Houlme, sélectionné aux Jeux olympiques d'été de 1968 à Mexico.